# Schneeberger Floßgraben
Der Schneeberger Floßgraben (auch als Auer Floßgraben bzw. Floßgraben bei Schlema bezeichnet) ist ein zur Flößerei angelegter Kanal im Westerzgebirge zwischen Albernau und Bad Schlema. Er diente der Holzversorgung der Oberschlemaer Bergwerke und Hütten sowie der Bergstadt Schneeberg. Der bereits Mitte des 16. Jahrhunderts angelegte Graben gilt als Meisterwerk der Markscheidekunst. Der Schneeberger Floßgraben gehört seit 2019 als assoziiertes Objekt zum UNESCO-Welterbe Montanregion Erzgebirge/Krušnohoří.

## Geschichte
Der Graben durchquert nacheinander die Gemarkungen Albernau, Zschorlau, Auerhammer, Aue, Niederschlema und Oberschlema. Er wurde von 1556 bis 1559 nach einer exakten Vermessung durch den Markscheider Christoph Kunzmann angelegt, ist ca. 1 bis 1,5 m breit und von geringer Tiefe. Der 15,3 km lange Graben wird an der Gaststätte „Rechenhaus“ in Albernau unweit von Bockau vom Wasser der Zwickauer Mulde gespeist. Das historische Ende des Floßgrabens befindet sich am Zechenplatz in Oberschlema. Seit dem Wiedererstehen des Kurbades Schlema mündet er bei einem Höhenunterschied von 70 m am Ende des Schlemaer Kurparks in den Schlemabach. Die Ufer des unter Denkmalschutz gestellten Grabens sind mit Beton, Bruchstein- und Ziegelmauerwerk befestigt. Angelegt wurde der Graben für die Trift von Feuer- und Grubenholz für den Oberschlemaer Bergbau und die Bergstadt Schneeberg.
Er verläuft am Hang der Berge links der Zwickauer Mulde und überquert dabei den Ein- und Ausgang eines später gebauten Eisenbahntunnels und den Zschorlaubach. Dadurch, dass die abgeschlägelten und Aushubmassen hangabwärts aufgeschüttet wurden, entstand eine ebene Fläche mit einem Weg für den Grabensteiger und seine Gehilfen, die für die Wartung des Floßgrabens zuständig waren. An diesem Graben verläuft heute ein beliebter Wanderweg, der von geübten und sicheren Radfahrern auf eigene Gefahr benutzt werden kann.
Der Floßgraben ist eine ausgewählte Stätte des UNESCO-Welterbes Montanregion Erzgebirge.

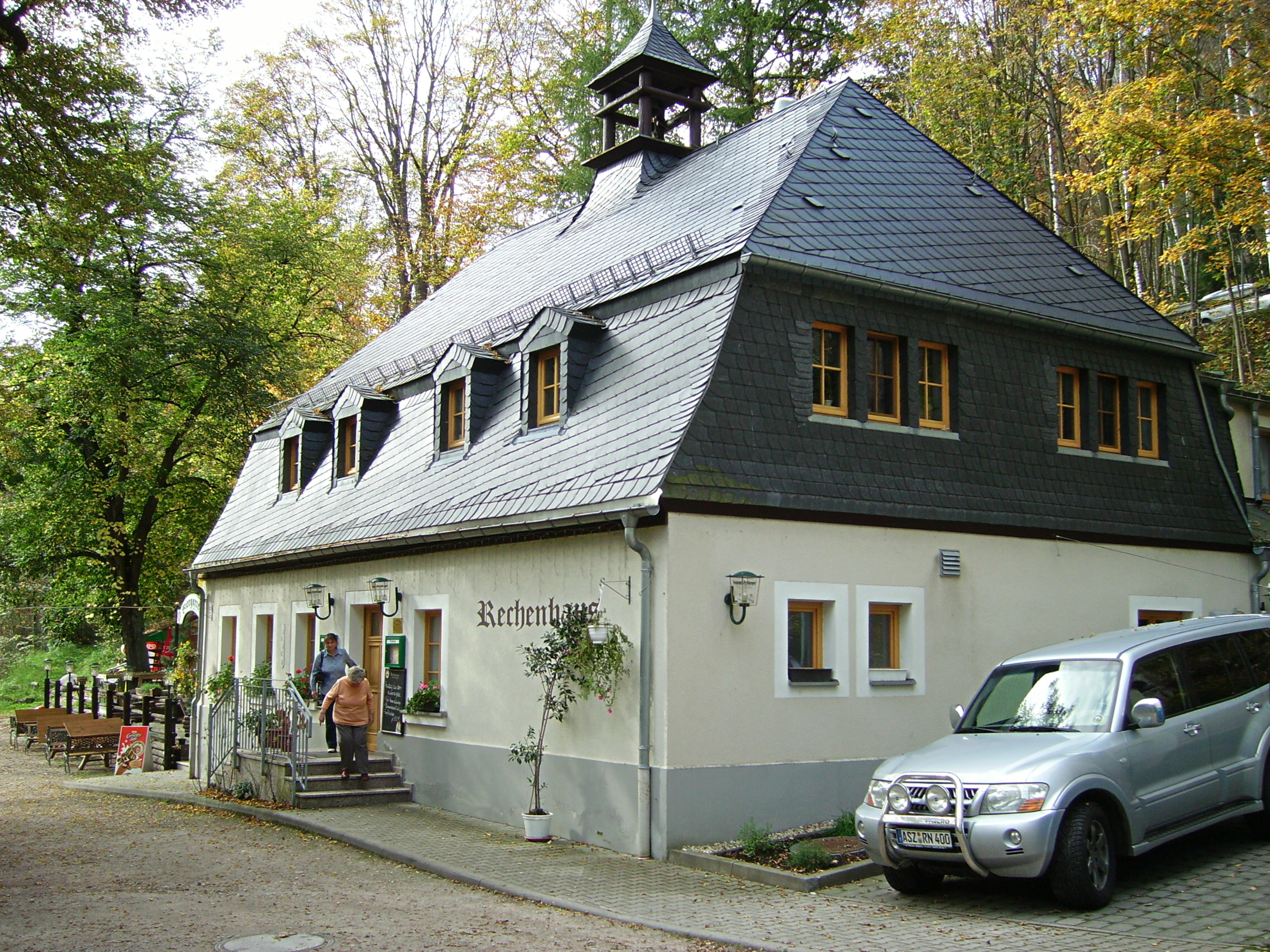
Rechenhaus bei Albernau, in der Nähe beginnt der Floßgraben
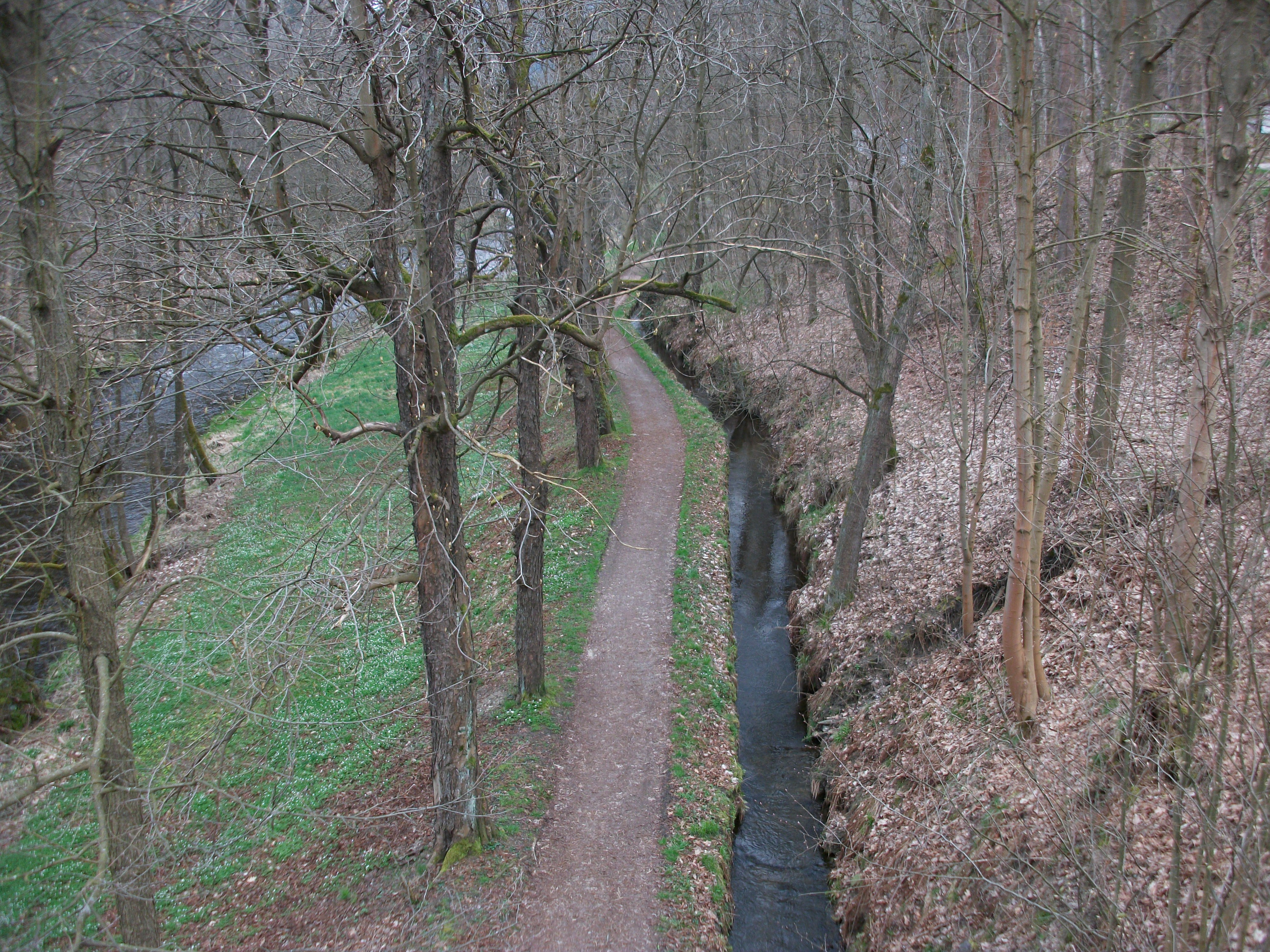
Floßgraben und Zwickauer Mulde beim Rechenhaus
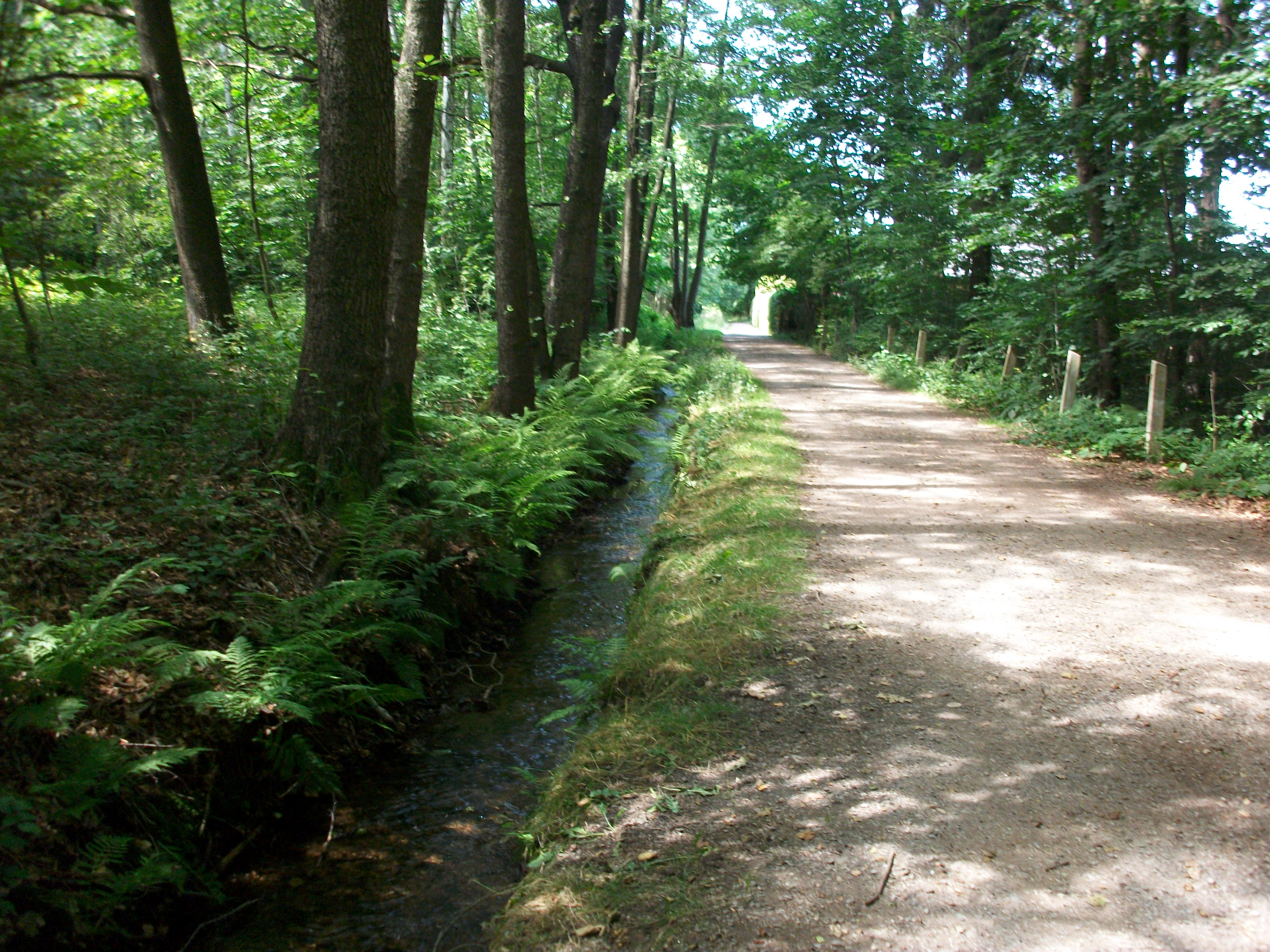
Floßgraben beim Nachtsanatorium Niederschlema
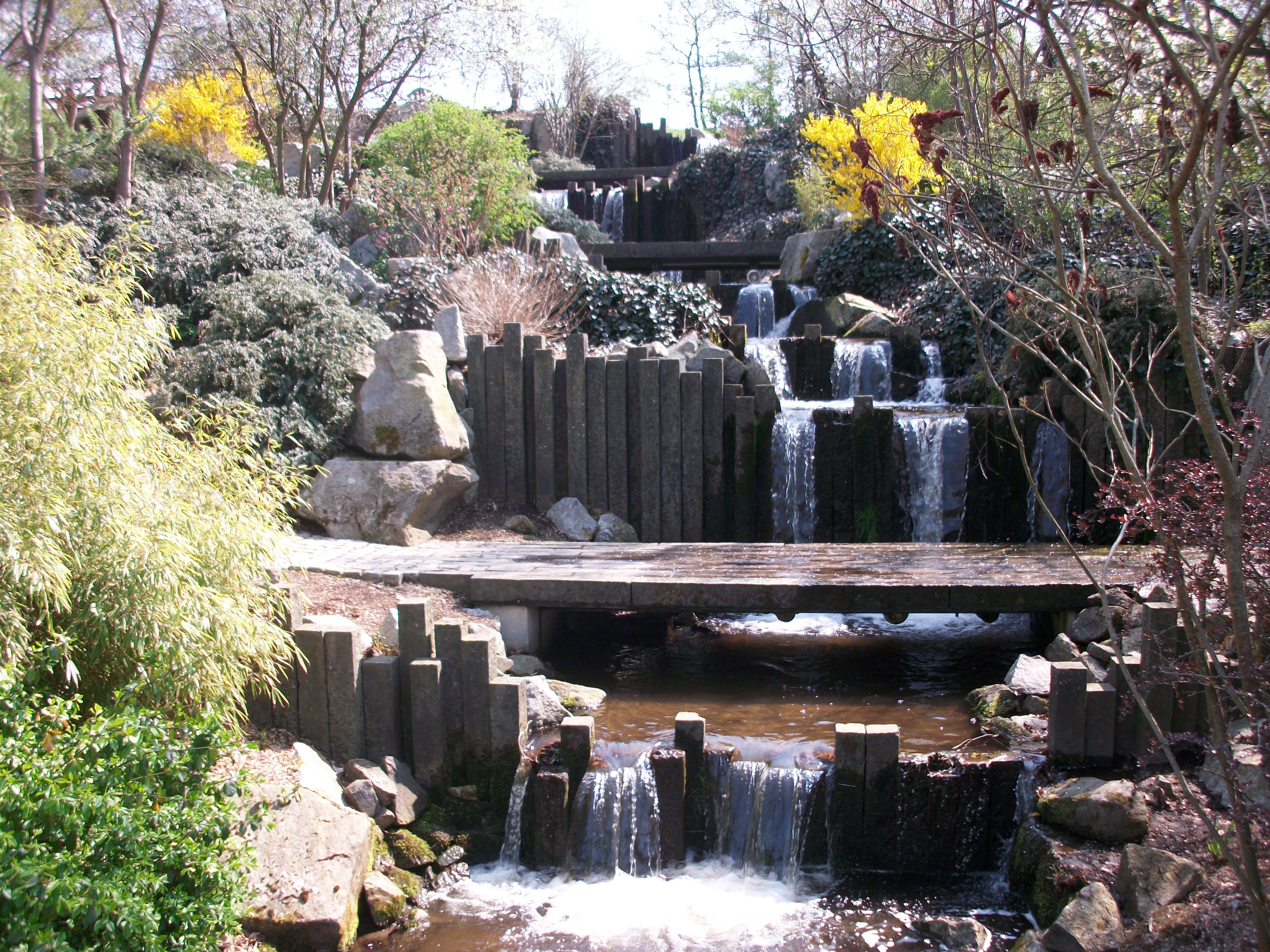
Kaskade Floßgraben im Kurpark Bad Schlema, heutiges Ende des Floßgrabens
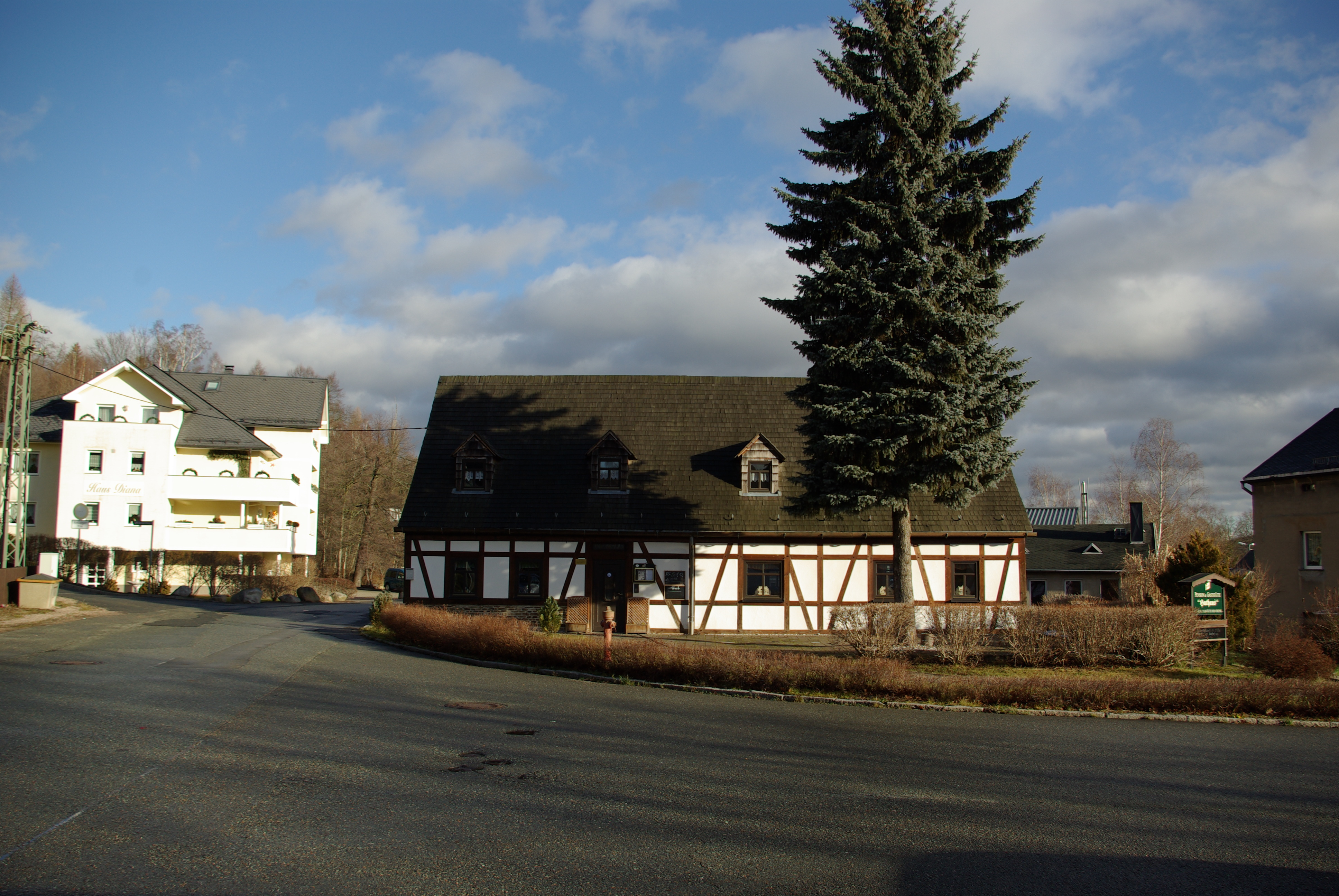
Historisches Ende am Zechenplatz Oberschlema
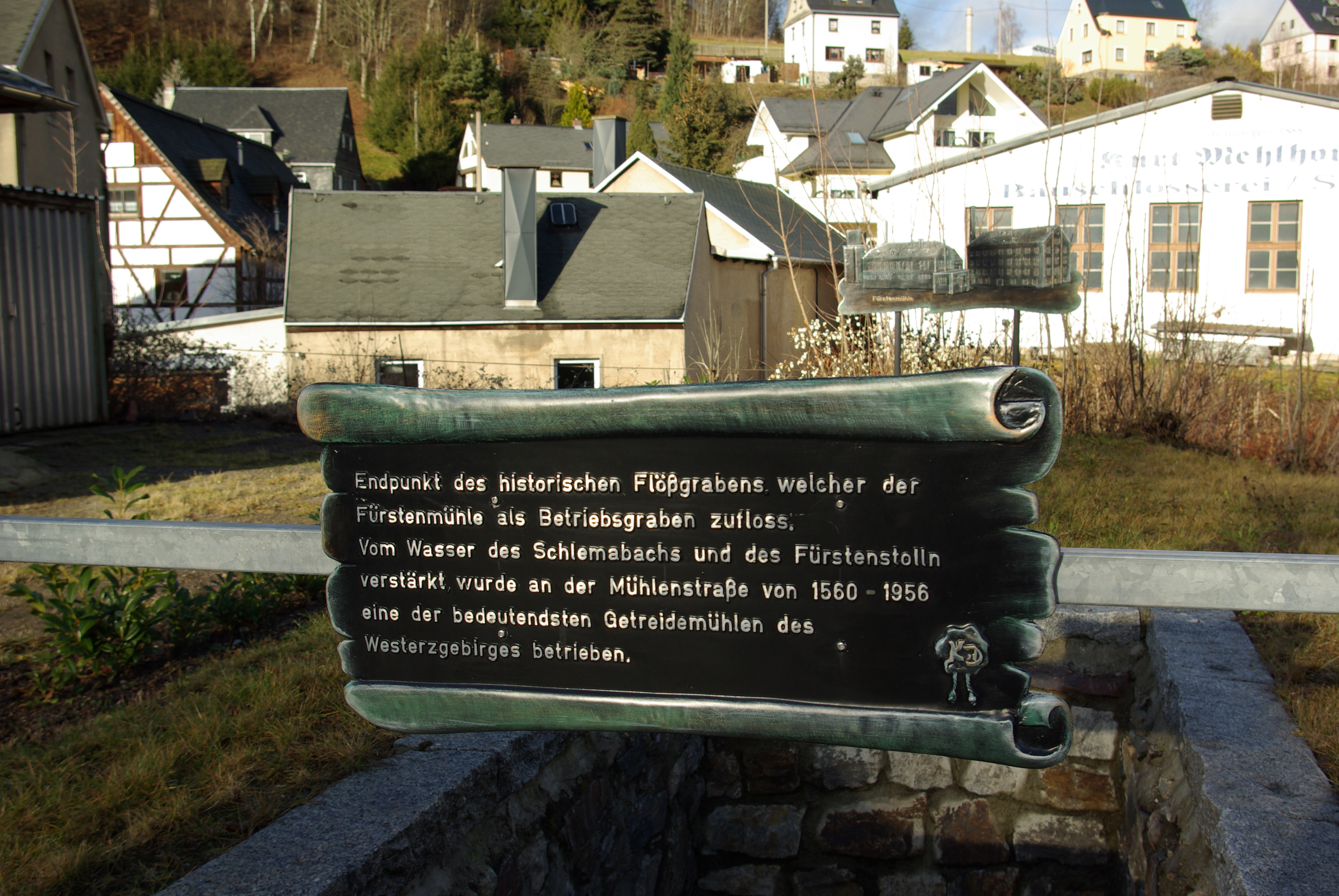
Gedenktafel in Oberschlema